# Copa J. League 1994
La Copa J. League 1994, también conocida como Copa Yamazaki Nabisco ’94 por motivos de patrocinio, fue la 20.ª edición de la Copa de la Liga de Japón y la 3.ª edición bajo el actual formato.
El campeón fue Verdy Kawasaki, tras vencer en la final a Júbilo Iwata. De esta manera, el conjunto de la prefectura de Kanagawa se consagró por tercera vez consecutiva en este torneo.
En 1995, la Copa J. League no se celebraría debido a la saturación del calendario de la liga en esa temporada, por lo que la próxima competencia se realizaría en 1996.

## Formato de competición
- Formaron parte del torneo los 12 equipos que participaron de la J. League 1994 junto con Kashiwa Reysol y Cerezo Osaka, que pertenecían a la Japan Football League 1994 y eran miembros asociados a la J. League. Hubo otros interesados en disputar esta competencia, como Kyoto Purple Sanga y Tosu Futures, pero desistieron ya que tenían problemas en la infraestructura de sus estadios al momento de solicitar su membresía en la J. League, en noviembre de 1993.
- Todas las ruedas fueron eliminatorias.
- De la primera ronda a semifinales se disputó a un solo partido. En caso de empate en los 90 minutos se haría una prórroga con gol de oro; si aún persistía la igualdad se ejecutaría una tanda de penales.
- La final también se disputó a un solo partido. En caso de empate en los 90 minutos se haría una prórroga sin gol de oro, a diferencia de las ruedas anteriores; si aún persistía la igualdad se ejecutaría una tanda de penales.

## Calendario
| Etapa      | Ronda         | Día                 | Observaciones                                               |
| ---------- | ------------- | ------------------- | ----------------------------------------------------------- |
| Fase final | Primera ronda | 27 de julio de 1994 | Sin observaciones                                           |
| Fase final | Segunda ronda | 30 de julio de 1994 | Inicio de participación de Verdy Kawasaki y Shimizu S-Pulse |
| Fase final | Semifinales   | 3 de agosto de 1994 | Participación de los ganadores de la Segunda ronda          |
| Fase final | Final         | 6 de agosto de 1994 | Participación de los ganadores de las Semifinales           |

## Fase final

### Cuadro de desarrollo
|  | Primera ronda        | Primera ronda         |                     |                  | Segunda ronda | Segunda ronda |  |                  | Semifinales | Semifinales |  |                | Final       | Final       |  |
|  | 27 de julio          | 27 de julio           |                     |                  | 30 de julio   | 30 de julio   |  |                  | 3 de agosto | 3 de agosto |  |                | 6 de agosto | 6 de agosto |  |
|  |                      |                       |                     |                  |               |               |  |                  |             |             |  |                |             |             |  |
|  |                      |                       |                     |                  |               |               |  |                  |             |             |  |                |             |             |  |
|  |                      |                       |                     |                  |               |               |  |                  |             |             |  |                |             |             |  |
|  |                      |                       |                     |                  |               |               |  |                  |             |             |  |                |             |             |  |
|  |                      |                       |                     |                  |               |               |  |                  |             |             |  |                |             |             |  |
|  |                      | Verdy Kawasaki (t.s.) | 1                   |                  |               |               |  |                  |             |             |  |                |             |             |  |
|  |                      |                       | 1                   |                  |               |               |  |                  |             |             |  |                |             |             |  |
|  |                      |                       | JEF United Ichihara | 0                |               |               |  |                  |             |             |  |                |             |             |  |
|  | Nagoya Grampus Eight | 1                     | JEF United Ichihara | 0                |               |               |  |                  |             |             |  |                |             |             |  |
|  | Nagoya Grampus Eight | 1                     |                     |                  |               |               |  |                  |             |             |  |                |             |             |  |
|  | JEF United Ichihara  | 3                     |                     |                  |               |               |  |                  |             |             |  |                |             |             |  |
|  | JEF United Ichihara  | 3                     |                     |                  |               |               |  | Verdy Kawasaki   | 7           |             |  |                |             |             |  |
|  |                      |                       |                     |                  |               |               |  | Verdy Kawasaki   | 7           |             |  |                |             |             |  |
|  |                      |                       | Gamba Osaka         | 1                |               |               |  |                  |             |             |  |                |             |             |  |
|  | Gamba Osaka          | 2                     | Gamba Osaka         | 1                |               |               |  |                  |             |             |  |                |             |             |  |
|  | Gamba Osaka          | 2                     |                     |                  |               |               |  |                  |             |             |  |                |             |             |  |
|  | Sanfrecce Hiroshima  | 1                     |                     |                  |               |               |  |                  |             |             |  |                |             |             |  |
|  | Sanfrecce Hiroshima  | 1                     |                     | Gamba Osaka      | 3             |               |  |                  |             |             |  |                |             |             |  |
|  |                      |                       |                     | Gamba Osaka      | 3             |               |  |                  |             |             |  |                |             |             |  |
|  |                      |                       | Urawa Red Diamonds  | 0                |               |               |  |                  |             |             |  |                |             |             |  |
|  | Kashima Antlers      | 1                     | Urawa Red Diamonds  | 0                |               |               |  |                  |             |             |  |                |             |             |  |
|  | Kashima Antlers      | 1                     |                     |                  |               |               |  |                  |             |             |  |                |             |             |  |
|  | Urawa Red Diamonds   | 2                     |                     |                  |               |               |  |                  |             |             |  |                |             |             |  |
|  | Urawa Red Diamonds   | 2                     |                     |                  |               |               |  |                  |             |             |  | Verdy Kawasaki | 2           |             |  |
|  |                      |                       |                     |                  |               |               |  |                  |             |             |  | Verdy Kawasaki | 2           |             |  |
|  |                      |                       | Júbilo Iwata        | 0                |               |               |  |                  |             |             |  |                |             |             |  |
|  |                      |                       | Júbilo Iwata        | 0                |               |               |  |                  |             |             |  |                |             |             |  |
|  |                      |                       |                     |                  |               |               |  |                  |             |             |  |                |             |             |  |
|  |                      |                       |                     |                  |               |               |  |                  |             |             |  |                |             |             |  |
|  |                      | Shimizu S-Pulse       | 1                   |                  |               |               |  |                  |             |             |  |                |             |             |  |
|  |                      |                       | 1                   |                  |               |               |  |                  |             |             |  |                |             |             |  |
|  |                      |                       | Yokohama Marinos    | 3                |               |               |  |                  |             |             |  |                |             |             |  |
|  | Kashiwa Reysol       | 1                     | Yokohama Marinos    | 3                |               |               |  |                  |             |             |  |                |             |             |  |
|  | Kashiwa Reysol       | 1                     |                     |                  |               |               |  |                  |             |             |  |                |             |             |  |
|  | Yokohama Marinos     | 2                     |                     |                  |               |               |  |                  |             |             |  |                |             |             |  |
|  | Yokohama Marinos     | 2                     |                     |                  |               |               |  | Yokohama Marinos | 0           |             |  |                |             |             |  |
|  |                      |                       |                     |                  |               |               |  | Yokohama Marinos | 0           |             |  |                |             |             |  |
|  |                      |                       | Júbilo Iwata        | 1                |               |               |  |                  |             |             |  |                |             |             |  |
|  | Yokohama Flügels     | 1                     | Júbilo Iwata        | 1                |               |               |  |                  |             |             |  |                |             |             |  |
|  | Yokohama Flügels     | 1                     |                     |                  |               |               |  |                  |             |             |  |                |             |             |  |
|  | Cerezo Osaka         | 0                     |                     |                  |               |               |  |                  |             |             |  |                |             |             |  |
|  | Cerezo Osaka         | 0                     |                     | Yokohama Flügels | 0             |               |  |                  |             |             |  |                |             |             |  |
|  |                      |                       |                     | Yokohama Flügels | 0             |               |  |                  |             |             |  |                |             |             |  |
|  |                      |                       | Júbilo Iwata        | 2                |               |               |  |                  |             |             |  |                |             |             |  |
|  | Júbilo Iwata         | 2                     | Júbilo Iwata        | 2                |               |               |  |                  |             |             |  |                |             |             |  |
|  | Júbilo Iwata         | 2                     |                     |                  |               |               |  |                  |             |             |  |                |             |             |  |
|  | Bellmare Hiratsuka   | 1                     |                     |                  |               |               |  |                  |             |             |  |                |             |             |  |
|  | Bellmare Hiratsuka   | 1                     |                     |                  |               |               |  |                  |             |             |  |                |             |             |  |
|  |                      |                       |                     |                  |               |               |  |                  |             |             |  |                |             |             |  |

- Los horarios de los partidos corresponden al huso horario de Japón: (UTC+9)

### Primera ronda
| 27 de julio de 1994, 19:03 | Nagoya Grampus Eight | 1:3 (0:3) | JEF United Ichihara            | Estadio Atlético Mizuho, Nagoya                              |                                                              |
|                            | Mori 57'             | Reporte   | Jō 5' · Gotō 26' · Niimura 36' | Asistencia: 23.765 espectadores Árbitro(s): Keiichi Sunakawa | Asistencia: 23.765 espectadores Árbitro(s): Keiichi Sunakawa |

| 27 de julio de 1994, 19:00 | Gamba Osaka            | 2:1 (1:1) | Sanfrecce Hiroshima | Estadio de la Expo '70 de Osaka, Suita                     |                                                            |
|                            | Flávio Campos 11', 70' | Reporte   | Černý 8'            | Asistencia: 19.235 espectadores Árbitro(s): Yōtarō Moritsu | Asistencia: 19.235 espectadores Árbitro(s): Yōtarō Moritsu |

| 27 de julio de 1994, 18:59 | Kashima Antlers | 1:2 (0:0) | Urawa Red Diamonds            | Estadio de Kashima, Kashima                               |                                                           |
|                            | Santos 60'      | Reporte   | Rummenigge 56' · Mizuuchi 80' | Asistencia: 16.078 espectadores Árbitro(s): Naotsugu Fuse | Asistencia: 16.078 espectadores Árbitro(s): Naotsugu Fuse |

| 27 de julio de 1994, 19:00 | Kashiwa Reysol | 1:2 (1:0) | Yokohama Marinos     | Estadio Atlético Hakatanomori, Fukuoka                 |                                                        |
|                            | Careca 39'     | Reporte   | Omura 63' · Díaz 84' | Asistencia: 8.558 espectadores Árbitro(s): Tatsumi Ono | Asistencia: 8.558 espectadores Árbitro(s): Tatsumi Ono |

| 27 de julio de 1994, 19:09 | Yokohama Flügels | 1:0 (0:0) | Cerezo Osaka | Estadio Kagoshima Kamoike, Kagoshima                        |                                                             |
|                            | Watanabe 63'     | Reporte   |              | Asistencia: 6.166 espectadores Árbitro(s): Hiroyuki Umemoto | Asistencia: 6.166 espectadores Árbitro(s): Hiroyuki Umemoto |

| 27 de julio de 1994, 19:00 | Júbilo Iwata      | 2:1 (2:0) | Bellmare Hiratsuka | Estadio Júbilo Iwata, Iwata                                |                                                            |
|                            | Schillaci 9', 35' | Reporte   | Iwamoto 86'        | Asistencia: 14.375 espectadores Árbitro(s): Tetsuya Hamana | Asistencia: 14.375 espectadores Árbitro(s): Tetsuya Hamana |

### Segunda ronda
| 30 de julio de 1994, 19:01 | Verdy Kawasaki | 1:0 (t. s.) | JEF United Ichihara | Estadio Atlético Todoroki, Kawasaki                        |                                                            |
|                            | Bismarck 95'   | Reporte     |                     | Asistencia: 10.612 espectadores Árbitro(s): Kōetsu Kikuchi | Asistencia: 10.612 espectadores Árbitro(s): Kōetsu Kikuchi |

| 30 de julio de 1994, 19:00 | Gamba Osaka                               | 3:0 (2:0) | Urawa Red Diamonds | Estadio de la Expo '70 de Osaka, Suita                        |                                                               |
|                            | Aléinikov 19' · Shimada 42' · Morioka 78' | Reporte   |                    | Asistencia: 20.556 espectadores Árbitro(s): Shin'ichirō Obata | Asistencia: 20.556 espectadores Árbitro(s): Shin'ichirō Obata |

| 30 de julio de 1994, 18:32 | Shimizu S-Pulse | 1:3 (1:3) | Yokohama Marinos                     | Estadio Tochigi Green, Utsunomiya                         |                                                           |
|                            | Nagashima 25'   | Reporte   | Omura 7' · Yamada 11' · Bisconti 39' | Asistencia: 18.021 espectadores Árbitro(s): Shizuo Takada | Asistencia: 18.021 espectadores Árbitro(s): Shizuo Takada |

| 30 de julio de 1994, 18:59 | Yokohama Flügels | 0:2 (0:0) | Júbilo Iwata       | Estadio Kagoshima Kamoike, Kagoshima                    |                                                         |
|                            |                  | Reporte   | Schillaci 50', 63' | Asistencia: 12.956 espectadores Árbitro(s): Kiyoshi Ōta | Asistencia: 12.956 espectadores Árbitro(s): Kiyoshi Ōta |

### Semifinales
| 3 de agosto de 1994, 19:02 | Verdy Kawasaki                                                         | 7:1 (4:0) | Gamba Osaka       | Estadio Atlético Mizuho, Nagoya                             |                                                             |
|                            | Bismarck 12', 31', 35', 52' · Bentinho 16' · Kitazawa 71' · Takeda 89' | Reporte   | Flávio Campos 75' | Asistencia: 18.792 espectadores Árbitro(s): Masayoshi Okada | Asistencia: 18.792 espectadores Árbitro(s): Masayoshi Okada |

| 3 de agosto de 1994, 19:01 | Yokohama Marinos | 0:1 (0:1) | Júbilo Iwata  | Estadio Atlético Hakatanomori, Fukuoka                   |                                                          |
|                            |                  | Reporte   | Schillaci 42' | Asistencia: 11.672 espectadores Árbitro(s): Kenji Tanaka | Asistencia: 11.672 espectadores Árbitro(s): Kenji Tanaka |

### Final
| 6 de agosto de 1994, 19:04 | Verdy Kawasaki              | 2:0 (2:0) | Júbilo Iwata | Estadio Conmemorativo de la Universiada, Kōbe             |                                                           |
|                            | Bentinho 34' · Bismarck 42' | Reporte   |              | Asistencia: 37.475 espectadores Árbitro(s): Yoshimi Ogawa | Asistencia: 37.475 espectadores Árbitro(s): Yoshimi Ogawa |

#### Detalles
| 1          | Guardameta     | Shinkichi Kikuchi   |     |
| 3          | Defensa        | Pereira             |     |
| 4          | Defensa        | Yūji Hironaga       |     |
| 6          | Defensa        | Ken'ichirō Tokura   |     |
| 2          | Defensa        | Kō Ishikawa         |     |
| 7          | Centrocampista | Bismarck            |     |
| 5          | Centrocampista | Tetsuji Hashiratani |     |
| 10         | Centrocampista | Ruy Ramos           |     |
| 8          | Centrocampista | Tsuyoshi Kitazawa   |     |
| 9          | Delantero      | Nobuhiro Takeda     | 77' |
| 11         | Delantero      | Bentinho            |     |
| Entrenador | Entrenador     | Yasutarō Matsuki    |     |

| 1          | Guardameta     | Shin'ichi Morishita   |  |
| 2          | Defensa        | Takuma Koga           |  |
| 6          | Defensa        | Masahiro Endō         |  |
| 3          | Defensa        | André Paus            |  |
| 4          | Defensa        | Yoshinori Higashikawa |  |
| 8          | Centrocampista | Toshiya Fujita        |  |
| 7          | Centrocampista | Toshihiro Hattori     |  |
| 5          | Centrocampista | Kenji Komata          |  |
| 10         | Centrocampista | Gerald Vanenburg      |  |
| 11         | Delantero      | Masanori Suzuki       |  |
| 9          | Delantero      | Salvatore Schillaci   |  |
| Entrenador | Entrenador     | Hans Ooft             |  |

| 14 | Centrocampista | Hideki Nagai | 77' |

| Anotado | 34' | Bentinho | 1-0 |
| Anotado | 42' | Bismarck | 2-0 |

| Amonestado | 39' | Kō Ishikawa       |
| Amonestado | 60' | Pereira           |
| Amonestado | 71' | Shinkichi Kikuchi |
| Amonestado | 80' | Bismarck          |

| Amonestado | 6'  | Takuma Koga           |
| Amonestado | 55' | Yoshinori Higashikawa |
| Amonestado | 86' | Salvatore Schillaci   |

| Árbitro             | Yoshimi Ogawa       |
| Árbitros asistentes | Hiroshi Fukuda      |
| Árbitros asistentes | Kazuya Yanagisawa   |
| Cuarto árbitro      | Yoshitsugu Katayama |

| 1          | Guardameta     | Shinkichi Kikuchi   |     |
| 3          | Defensa        | Pereira             |     |
| 4          | Defensa        | Yūji Hironaga       |     |
| 6          | Defensa        | Ken'ichirō Tokura   |     |
| 2          | Defensa        | Kō Ishikawa         |     |
| 7          | Centrocampista | Bismarck            |     |
| 5          | Centrocampista | Tetsuji Hashiratani |     |
| 10         | Centrocampista | Ruy Ramos           |     |
| 8          | Centrocampista | Tsuyoshi Kitazawa   |     |
| 9          | Delantero      | Nobuhiro Takeda     | 77' |
| 11         | Delantero      | Bentinho            |     |
| Entrenador | Entrenador     | Yasutarō Matsuki    |     |

| 1          | Guardameta     | Shin'ichi Morishita   |  |
| 2          | Defensa        | Takuma Koga           |  |
| 6          | Defensa        | Masahiro Endō         |  |
| 3          | Defensa        | André Paus            |  |
| 4          | Defensa        | Yoshinori Higashikawa |  |
| 8          | Centrocampista | Toshiya Fujita        |  |
| 7          | Centrocampista | Toshihiro Hattori     |  |
| 5          | Centrocampista | Kenji Komata          |  |
| 10         | Centrocampista | Gerald Vanenburg      |  |
| 11         | Delantero      | Masanori Suzuki       |  |
| 9          | Delantero      | Salvatore Schillaci   |  |
| Entrenador | Entrenador     | Hans Ooft             |  |

| 14 | Centrocampista | Hideki Nagai | 77' |

| Anotado | 34' | Bentinho | 1-0 |
| Anotado | 42' | Bismarck | 2-0 |

| Amonestado | 39' | Kō Ishikawa       |
| Amonestado | 60' | Pereira           |
| Amonestado | 71' | Shinkichi Kikuchi |
| Amonestado | 80' | Bismarck          |

| Amonestado | 6'  | Takuma Koga           |
| Amonestado | 55' | Yoshinori Higashikawa |
| Amonestado | 86' | Salvatore Schillaci   |

| Árbitro             | Yoshimi Ogawa       |
| Árbitros asistentes | Hiroshi Fukuda      |
| Árbitros asistentes | Kazuya Yanagisawa   |
| Cuarto árbitro      | Yoshitsugu Katayama |

|                                            |
| Bandera de Prefectura de Kanagawa          |
| Campeón invicto Verdy Kawasaki 3.er título |

## Estadísticas

### Goleadores
| Jugador                                   | Club               | Goles | PJ |
| ----------------------------------------- | ------------------ | ----- | -- |
| Bismarck                                  | Verdy Kawasaki     | 6     | 3  |
| Salvatore Schillaci                       | Júbilo Iwata       | 5     | 4  |
| Flávio Campos                             | Gamba Osaka        | 3     | 3  |
| Bentinho                                  | Verdy Kawasaki     | 2     | 3  |
| Norio Omura                               | Yokohama Marinos   | 2     | 3  |
| Santos                                    | Kashima Antlers    | 1     | 1  |
| Takeshi Mizuuchi                          | Urawa Red Diamonds | 1     | 2  |
| Última actualización: 21 de junio de 2017 |                    |       |    |

### Mejor Jugador
| Jugador  | Club           |
| -------- | -------------- |
| Bismarck | Verdy Kawasaki |